# Camino de Ixcatlán
Camino de Ixcatlán är en ort i Mexiko.   Den ligger i kommunen San Felipe Jalapa de Díaz och delstaten Oaxaca, i den sydöstra delen av landet, 300 km sydost om huvudstaden Mexico City. Camino de Ixcatlán ligger 123 meter över havet och antalet invånare är 863.
Terrängen runt Camino de Ixcatlán är varierad, och sluttar österut. Runt Camino de Ixcatlán är det ganska glesbefolkat, med 39 invånare per kvadratkilometer. Närmaste större samhälle är San Felipe Jalapa de Díaz, 3,6 km söder om Camino de Ixcatlán. Omgivningarna runt Camino de Ixcatlán är en mosaik av jordbruksmark och naturlig växtlighet.